# سلمان بن إبراهيم بن محمد آل خليفة
سلمان بن إبراهيم بن محمد بن علي آل خليفة بحريني كان رهن الاعتقال دون محاكمة في معتقل غوانتانامو في كوبا. أفادت وزارة دفاع الولايات المتحدة بأن سلمان ولد في 24 يوليو 1979 في مدينة الرفاع جنوب البحرين. هو عضو في عائلة آل خليفة الحاكمة في البحرين. سلمان قريب لملك البحرين حمد بن عيسى بن سلمان آل خليفة من الدرجة الثانية.
سلمان مثل بحرينيين آخرين محتجزين في غوانتانامو كان جوشوا كولانجيلو بريان محاميه.

## استعراض الحالة الرسمية
في البداية أكدت رئاسة بوش أن اتفاقيات جنيف لا تنطبق على أي من الأسرى الذين تم اعتقالهم في الحرب على الإرهاب وأن هؤلاء الأشخاص يمكن أن يبقوا معتقلين لأجل غير مسمى دون أي مراجعة علنية لوضعهم. ومع ذلك في عام 2004 في قضية رسول ضد بوش قضت المحكمة العليا للولايات المتحدة بإعطاء الأسرى الفرصة للاستماع إلى مبررات اعتقالهم وفرصة لمحاولة دحض تلك المزاعم.

### مكتب المراجعة الإداري للمقاتلين الأعداء
بعد قرار المحكمة العليا في قضية رسول ضد بوش أنشأت وزارة دفاع الولايات المتحدة مكتب المراجعة الإدارية لاحتجاز المقاتلين الأعداء الذي يقوم سنويا باستعراض وضع المعتقلين وهو منفتح نظريا على الصحافة. جرى استعراض الوضع سلمان في عامي 2004 و 2005.

### تقييم عضو قوة المهام المشتركة السري السابق في غوانتانامو
في 25 أبريل 2011 نشر ويكيليكس التقييمات السرية السابقة من قبل محللي قوة المهام المشتركة في غوانتانامو. كان التقييم يتكون من خمس صفحات طويلة وتمت صياغته في 13 مايو 2005. في المعتقل أوصى القائد جاي و. هود: «بنقل المعتقلين إلى دولة أخرى».

## الإفراج
أعلنت جريدة غلف ديلي نيوز في 5 نوفمبر 2005 أن سلمان أفرج عنه وهو أحد ثلاثة معتقلين بحرينيين في طريق عودتهم إلى البحرين.
في يوم الخميس 23 أغسطس 2007 ذكرت جريدة غلف ديلي نيوز أن عضو مجلس النواب البحريني محمد خالد إبراهيم دعا حكومة البحرين لتقديم تعويضات مالية للمفرج عنهم.